# Alkoxilezés
Az alkoxilezés olyan kémiai reakció, melynek során epoxid addícionál egy másik vegyületre. Leggyakoribb formája az alkoholok (ROH) etoxilezése, ebben az etilén-oxid az alkoxilezőszer:
ROH  +  C2H4O   →   ROCH2CH2OH
Egy másik, iparilag fontos epoxid a propilén-oxid (PO, OCH2CHCH3), melynek alkoxilezési reakcióival poliéter-poliolokat gyártanak. A reakció egyszerűsített formája:
ROH  + n OCH2CHCH3   →    R(OCH2CHCH3)nOH
A propilén-oxidból előállított poliolok sztereokémiája összetett, mivel a propilén-oxid királis vegyület. Ezeket a poliolokat nagy mennyiségben használják poliuretánok előállítására, ezeket diizocianátokkal történő kondenzációs reakcióval nyerik.

## Fordítás
Ez a szócikk részben vagy egészben  az   Alkoxylation című angol Wikipédia-szócikk ezen változatának fordításán alapul.  Az eredeti cikk szerkesztőit annak laptörténete sorolja fel. Ez a jelzés csupán a megfogalmazás eredetét és a szerzői jogokat jelzi, nem szolgál a cikkben szereplő információk forrásmegjelöléseként.